# 이블 지니어스
이블 지니어스(Evil Geniuses, 약칭 EG)는 1999년에 창단된 미국을 기반으로 하고 있는 e스포츠 프로게임팀으로 북미에서 여러 종목에 걸쳐 다양한 수준급 실력을 보유하고 있는 팀으로 유명하다.

## 스타크래프트 II 팀
2010년 미국의 프로게이머 그렉 필즈와 해설자 겸 게이머 닉 플로트를 영입하여 창단하였다. 이후 마누엘 쉔카이젠과 닉 플로트가 팀에서 떠났으나, 북미 스타리그 우승자 이호준과 팀 리퀴드에서 크리스 로랑줴를 영입하였다. 2011년 10월에는 한국의 프로게임단 SlayerS와 트레이닝 파트너십을 체결하여 3개월 동안 서로의 연습실을 공유하기도 했고
2012년 5월에는 SlayerS와 연합팀을 구성하여 2012 핫식스 GSTL 시즌 2에 참가하기도 했으며 이 대회에서 준우승을 거뒀다. 2012년 12월부터 SK플래닛 스타크래프트 II 프로리그 12-13에 팀 리퀴드와 연합하여 참가하였으며 진에어 그린윙스에서 이제동을 1년 간 임대하기로 하였다. 그리고 2013년 3월에는 이호준이 계약 조건이 맞지 않아 결별하였고 프나틱에서 방출된 김학수와 한이석을 영입하여 전력을 보강하였다. 2013년 12월 4일 이제동과 1년 임대에 이어서 2014년에 정식 계약을 맺기도 했다. 그러나 2016년 이 팀은 해체를 선언하면서 역사 속으로 사라졌다.

## 리그 오브 레전드

### 선수단
- 코칭스태프
  - 감독 :  허영철
  - 코치 :  코너 도일
- 선수
  - 탑 :  Impact 정언영
  - 정글 :  Svenskeren 데니스 욘센
  - 미드 :  Jiizuke 다니엘레 디 마우로
  - AD캐리 :  Bang 배준식
  - 서포터 :  Zeyzal 트리스턴 스티덤
  - 서브 :  Eforu 신중원

## 도타 2

### 선수단
- Arteezy 아르투르 바바예프
- Suma1L 시에드 수마일 하산
- Cr1t- 안드레아스 닐센

## 레인보우 식스 시즈

### 선수단
- nvK 네이선 앨릭샌더 밸런티
- Yung 오스틴 시어도어 트렉슬러
- Gotcha 애런 정
- Necrox 암마르 모하메드 알바나
- Modigga 모키스 흐리바

## 스트리트파이터

### 선수단
- Ricky Oritz 리키 오티즈
- NYChrisG 크리스토퍼 곤잘레스

## 카운터 스트라이크: 글로벌 오펜시브

### 선수단
- 코치 : 쳇 싱
- 선수
  - Brehze 빈선트 케이언트
  - CeRq 츠베텔린 디미트로프
  - Ethan 이든 아널드
  - Tarik 타리크 첼리크
  - stanislaw 피터 자거스

## 주요 성적
- 2012년 7월 핫식스 글로벌 스타크래프트 II 팀 리그 시즌 2 준우승 (SlayerS와 연합)
- 2012년 11월 IPTL Season 1 4강
- 2013년 3월 2013 IPTL Season 1 4강

## 발로란트

### 주요 성적
- 발로란트 챔피언스 투어 2023 락인 16강
- 발로란트 챔피언스 2023 우승

## 인용
1. ↑  “슬레이어스-EG, 트레이닝 파트너십 체결!”. 디스이즈게임. 2011년 10월 22일. 2013년 1월 18일에 확인함.[깨진 링크(과거 내용 찾기)]
2. ↑  “EG teams up with SlayerS for 2012 GSTL Season 2!”. Evil Geniuses. 2012년 5월 16일. 2012년 9월 4일에 원본 문서에서 보존된 문서. 2013년 1월 18일에 확인함.
3. ↑  “폭군 이제동, 1년 동안 해외 팀 EG 임대선수로 활동”. 게임메카. 2012년 12월 6일. 2014년 3월 16일에 원본 문서에서 보존된 문서. 2013년 1월 18일에 확인함.